# The Sims 2 Stuff packs
The Sims 2 Stuff packs или додаци са стварима, су мали пакети, просечно око 300 MB, садржани на једном CD-у, и намењени за видео-игру симулацију живота The Sims 2. Први овакав додатак под називом The Sims 2: Family Fun Stuff изашао је 13. априла 2006. године, док је овај серијал затворио The Sims 2: Mansion & Garden Stuff, пуштен у продају 17. новембра 2008. године.
Сваких од ових додатака садржи богату колекцију ствари намењених за декорацију дома. Нова дешавања и креатуре су исључени из ових додатака, изузев The Sims 2: Happy Holiday Stuff, у коме се појављују ликови као што су Деда Мраз, Старац Време и Беба Нова година.
Укупно 8 оваквих додатака је изашло на тржиште, а то су: